# Asnurri
Asnurri – miejscowość w Hiszpanii, w Katalonii, w prowincji Lleida, w comarce Alt Urgell, w gminie Les Valls de Valira.
Według danych INE w 2020 roku liczyła 17 mieszkańców – 8 mężczyzn i 9 kobiet. 